# Anul·labilitat
L'anul·labilitat és, en dret, una causa d'ineficàcia d'un acte jurídic, que deriva de l'absència d'algun dels requisits imprescindibles perquè l'acte sigui vàlid.
No s'ha de confondre l'anul·lació amb la derogació o la denúncia d'un acte. L'anul·lació implica que l'acte mai va ocórrer i que, per tant, mai va produir cap efecte jurídic.
És similar en gran manera a la figura jurídica de la nul·litat, però presenta importants diferències: pot ser esmenable i, per tal que faci efecte, ha d'existir un acte per part de l'interessat.

## Casos d'anul·labilitat
L'anul·labilitat d'un acte pot produir-se per diversos motius, entre els quals podem esmentar:
- L'absència de consentiment real en un acte jurídic que ho requereixi.
- L'absència de la capacitat de les persones que realitzen l'acte: menors d'edat o incapaços.
- Vicis en la voluntat (error, dol, violència o intimidació).[2]

## Nul·litat i anul·labilitat
La doctrina diferencia entre nul·litat i anul·labilitat:
- Quan un acte és nul de ple dret, i no té cap efecte jurídic, qualsevol jutge pot aplicar la nul·litat d'ofici. També es coneix com a nul·litat absoluta o insanejable.
- Quan un acte és anul·lable, existeixen uns interessats que poden demanar-ne l'anul·lació. Mentre no ho facin, l'acte és vàlid. També es coneix com a nul·litat relativa o sanejable.

En el cas que ens ocupa, el motiu principal d'anul·labilitat d'un acte procedeix de l'absència de capacitat de la persona que el va signar. En aquest cas, quan la persona adquireix la capacitat necessària, pot optar per anul·lar l'acte si així ho desitja o mantenir-lo com està (confirmar-lo).
És per això que, en el cas d'un contracte, la persona que va contractar amb un menor d'edat pot trobar-se amb l'anul·lació del mateix (si el menor quan assoleix la majoria d'edat, o el seu representant abans d'això, ho estimin oportú), però no podria sol·licitar-ho ell a un jutge. Amb això es busca la protecció de la part més dèbil.